# Stepan Oshchepkov
Stepan Mikhaylovich Oshchepkov (9 de enero de 1934-3 de enero de 2012) fue un deportista soviético que compitió en piragüismo en la modalidad de aguas tranquilas.
Participó en los Juegos Olímpicos de Tokio 1964, obteniendo una medalla de oro en la prueba de C2 1000 m. Ganó una medalla en el Campeonato Mundial de Piragüismo de 1958 y cuatro medallas en el Campeonato Europeo de Piragüismo entre los años 1959 y 1965.

## Palmarés internacional
| Juegos Olímpicos   | Juegos Olímpicos       | Juegos Olímpicos | Juegos Olímpicos |
| Año                | Lugar                  | Medalla          | Competición      |
| ------------------ | ---------------------- | ---------------- | ---------------- |
| 1964               | Tokio (Japón)          | Medalla de oro   | C2 1000 m        |
| Campeonato Mundial |                        |                  |                  |
| Año                | Lugar                  | Medalla          | Competición      |
| 1958               | Praga (Checoslovaquia) | Medalla de oro   | C2 10 000 m      |
| Campeonato Europeo |                        |                  |                  |
| Año                | Lugar                  | Medalla          | Competición      |
| 1959               | Duisburgo (RFA)        | Medalla de oro   | C2 10 000 m      |
| 1961               | Poznań (Polonia)       | Medalla de plata | C2 1000 m        |
| 1961               | Poznań (Polonia)       | Medalla de plata | C2 10 000 m      |
| 1965               | Bucarest (Rumania)     | Medalla de oro   | C2 1000 m        |